# Juridiska föreningen i Stockholm
Juridiska föreningen i Stockholm är en fakultetsförening vid Stockholms universitet. Föreningen är endast öppen för studenter inskrivna på juristprogrammet vid Stockholms universitet. Föreningen opererar på ideell basis. Huvudsakliga aktiviteter är studiesocial verksamhet och näringslivsförberedande verksamhet. Föreningen har ca 3 500 medlemmar. Den största enskilda aktiviteten är Juristdagarna, en arbetsmarknadsmässa för jurister.
Föreningen håller till i Juristernas hus på Frescati.